# Мишо, Альфред
Альфред Мишо (фр. Alfred Michaux, 5 июля 1859, Па-де-Кале, Нор — Па-де-Кале — 1937, Булонь-сюр-Мер) — французский адвокат и эсперантист.

## Биография

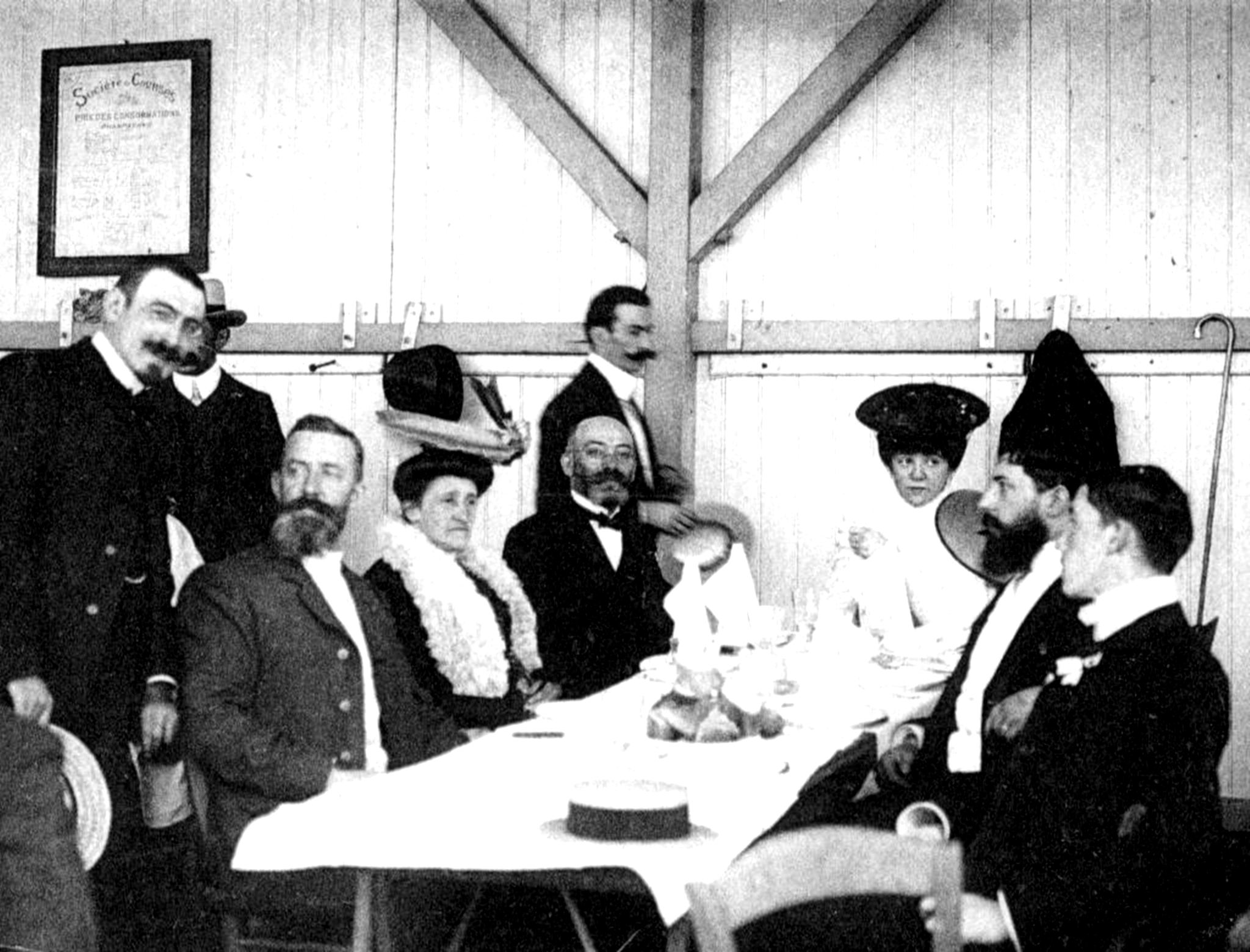
А. Мишо (первый сидящий слева) и Л. Заменгоф (сидит в центре) на I всемирном конгрессе эсперантистов

Родился в Кланле, департамент Па-де-Кале, получил юридическое образование, после чего работал адвокатом в Булонь-сюр-Мер. Занимался спортом, обладал широким кругом интересов, интересовался созданием плановых языков, освоил Neo-latine, а впоследствии, благодаря знакомству с Л. де Бофроном, изучил эсперанто и стал горячим сторонником этого языка. В августе 1904 года А. Мишо организовал в Кале встречу 120 эсперантистов из Франции и Великобритании, на которой было принято решение в следующем году провести первый международный конгресс эсперантистов, и Мишо принимал активное участие в подготовке и проведении этого мероприятия.
Первый всемирный конгресс эсперантистов состоялся в Булонь-сюр-Мер с 5 по 12 августа 1905 года, в нём приняло участие 688 делегатов из 20 стран. А. Мишо оказал тёплый приём прибывшему на конгресс создателю эсперанто Л. Заменгофу и активно участвовал в работе конгресса. Впоследствии А. Мишо вёл большую работу по пропаганде эсперанто, выступая с лекциями в Бельгии, Нидерландах и Англии, а также возглавлял Международную организацию юристов-эсперантистов (эсп. Societo Internacia Juristoj Esperantistaj).
Полагая, что некоторые профессиональные группы (например, врачи) в своей практике не смогут отказаться от использования латыни, А. Мишо разработал и выдвинул в 1912 году свой проект «упрощённой латыни» — Romanal, но эта идея не получила поддержки. Был членом Академии интерлингвы.
Автор ряда статей и книг об эсперанто. В соавторстве с П. Буле написал «Новый метод самостоятельного изучения эсперанто» (1905).

## Публикации
- 1912 : Étude des projets soumis à l’"Academia pro Interlingua" sur la langue universelle, éditions Lajoie, Boulogne-sur-Mer, 1912
- 1917 : Une langue internationale anglo-latine, éditions Lajoie, Boulogne-sur-Mer, 1917
- 1920 : Evolucio libera aŭ Akademio, Librairie Espérantiste, Paris, 1920
- 1922 : Étude de langue internationale, éditions Academia pro Interlingua, Turin, 1922